# Ващенко Григорій Іванович

Меморіальна дошка Григорію Ващенку відкрита 22 травня 2008 р. на фасаді будинку на вул. Красіна, 5 у Харкові

Ва́щенко Григо́рій Іва́нович (6 січня 1920 , Валки, Харківська губернія  — 16 травня 1990 , Москва ) — український радянський державний діяч, 1-й заступник голови Ради Міністрів Української РСР. Депутат Верховної Ради СРСР 7—11-го скликань (у 1966—1987 роках). Депутат Верховної Ради УРСР 5—6-го і 8—10-го скликань. Кандидат у члени ЦК КПУ (1960—1965). Член ЦК КПУ (1965—1986). Кандидат у члени Політбюро ЦК КПУ (18 березня 1966 — 17 березня 1971). Член Політбюро ЦК КПУ (20 березня 1971 — 26 квітня 1983). Член ЦК КПРС (1966—1989).

## Біографія
Народився 6 січня 1920 року в родині селянина-бідняка в місті Валки, тепер Харківська область, Україна.
У 1935—1938 роках — студент Харківського машинобудівного технікуму.
У 1938—1939 роках — технік-металознавець центральної лабораторії Харківського тракторного заводу імені Серго Орджонікідзе.
У 1939—1941 роках — технолог термічного цеху, начальник механоскладального корпусу Харківського заводу транспортного машинобудування.
У 1941—1945 роках — старший технолог термічного цеху оборонного заводу міста Нижній Тагіл, РРФСР.
Член ВКП(б) з 1943 року
У 1946—1951 роках — начальник технологічного бюро Харківського заводу транспортного машинобудування. У 1951—1957 роках — начальник термічного цеху Харківського заводу транспортного машинобудування.
У 1955 році закінчив Всесоюзний заочний політехнічний інститут, здобув спеціальність інженера-металурга.
У 1957—1958 роках — начальник механоскладального корпусу Харківського заводу транспортного машинобудування.
У 1958—1959 роках — секретар комітету КП України Харківського заводу транспортного машинобудування імені В. О. Малишева.
8 квітня 1959 — 11 січня 1963 року — 2-й секретар Харківського обласного комітету КП України.
11 січня — 11 липня 1963 року — 2-й секретар Харківського промислового обласного комітету КП України.
11 липня 1963 — 14 грудня 1964 року — 1-й секретар Харківського промислового обласного комітету КП України.
14 грудня 1964 — 16 червня 1972 року — 1-й секретар Харківського обласного комітету КП України.
9 червня 1972 — січень 1983 року — 1-й заступник Голови Ради міністрів Української РСР.
21 січня 1983 — 26 грудня 1986 року — міністр торгівлі СРСР.
З грудня 1986 року — на пенсії (персональний пенсіонер союзного значення). Помер 16 травня 1990 року в Москві, похований на Троєкурівському кладовищі.

## Нагороди
- три ордени Леніна (в тому числі .06.1966)
- орден Жовтневої Революції
- орден «Знак Пошани»
- медалі

## Видання
- Государственная торговля в двенадцатой пятилетке / Г. И. Ващенко. — М.: Знание, 1986. (рос.)
- Торговля — народу / Г. И. Ващенко. — М.: Экономика, 1986. (рос.)

## Цікаві факти
- У липні 2000 року станція Харківського метрополітену «Метробудівників» була дойменована в «Метробудівників ім. Г. І. Ващенка»[1]. Будівництво метро в місті розпочалося багато в чому завдячуючи тодішньому першому секретареві обкому КПУ. Підставою для дойменування став зокрема лист, надісланий на початку 2000 року керівництвом метрополітену до голови Харківської обласної державної адміністрації Дьоміна О. О. та Харківського міського голови Пилипчука М. Д.: «Идя навстречу многочисленным пожеланиям харьковчан, просим Вас в честь 25-летия Харьковского метрополитена переименовать станцию „Индустриальная“ в станцию „Имени Г. И. Ващенко“ для увековечивания его памяти, как выдающегося государственного и общественного деятеля, который стоял у истоков строительства метрополитена в Харькове. Благодаря его личной настойчивости и инициативе, вопрос проектирования и строительства метрополитена был расмотрен и положительно решен на всех уровнях власти республики и бывшего Союза»[2]. Але станцію «Індустріальна» перейменували аж у квітні 2004 р. на честь О. С. Масельського[3][4].
- 22 травня 2008 р. на фасаді будинку на вул. Красіна, 5 у Харкові відкрито меморіальну дошку Г. І. Ващенку[5][6][7].